# Select (SQL)
SELECT је наредба у SQL језику којом се врши избор уноса из одређених табела у бази података.
Она може да врати нула или више уноса. У оквиру ње могуће је користити више необавезних клаузула:
- - враћа редове који испуњавају услов наведен у WHERE клаузули

```
 
SELECT
 
*
 
FROM
 
DRZAVE
 
WHERE
 
KONTINENT
 
=
 
'Evropa'

```

- - групише редове који деле исту особину, тако да се на сваку групу могу применити агрегатне функције

```
 
SELECT
 
*
 
FROM
 
imeTabele
 
WHERE
 
imeKolone
 
=
 
'vrednost'

```

- - сортира податке по одређеној колони

```
 
SELECT
 
*
 
FROM
 
DRZAVE
 
ORDER
 
BY
 
IME_DRZAVE

```

- - ради исто као WHERE, али после груписања

```
 
SELECT
 
*
 
FROM
 
DRZAVE
 
HAVING
 
POVRSINA
 
>
 
40000

```

## Селектовање одређених колона
У SQL језику могуће је селектовање одређених колона, и то се ради на следећи начин:
```
 
SELECT
 
IME_DRZAVE
,
 
KONTINENT
 
FROM
 
DRZAVE

```

## Пример кода у Вижуал Бејзику
```
Dim
 
konekcija
 
As
 
New
 
SqlConnection
(
connectionString
)

Dim
 
komanda
 
As
 
New
 
SqlCommand
(
"SEECT * FROM DRZAVE WHERE KONTINENT = 'Evropa'"
,
 
konekcija
)

Dim
 
citac
 
As
 
SqlDataReader

Try

     
konekcija
.
Open


     
citac
 
=
 
komanda
.
ExecuteReader
(
CommandBehaviour
.
Default
)

     
While
 
citac
.
Read


          
drzava
.
Text
 
=
 
citac
(
"DRZAVA"
)

     
End
 
While

     
konekcija
.
Close


Catch
 
ex
 
As
 
Exception

     
MessageBox
.
Show
(
ex
.
Message
)

End
 
Try

```